# Політичні партії Ізраїлю
В Ізраїлі діє багатопартійна система, при якій жодній партії не вдається отримати абсолютну більшість у парламенті (кнесеті).

## Історична довідка
Ізраїльська багатопартійна система склалася ще до проголошення держави в 1948 р. Основну силу в початковий період становили партії соціалістичного спрямування (такі як «МАПАЙ»). Існували також праві партії «сіоністів-ревізіоністів» — «Ецель», і що відкололася від нього «ЛЕХІ». Крім політичної боротьби за незалежність, підпільні військові організації як соціалістів — «Хагана», так і ревізіоністів, вели боротьбу проти англійських окупаційних властей військовими методами.
Після утворення Держави Ізраїль на базі «Ецеля» була створена партія «Херут», яка програла на виборах партії «МАПАЙ», лідер якої Давид Бен-Гуріон став прем'єр-міністром Ізраїлю. Серйозну силу становила на початку 50-х років і партія «МАПАМ», що стояла на крайніх лівих прорадянських позиціях. Партії «ревізіоністів» («Херут») і ліберального напрямку перебували в опозиції уряду.
Напередодні Шестиденної війни (1967) в уряд національної єдності (ПНІ) увійшов Менахем Бегін — лідер опозиційного блоку «ГАХАЛ», створеного на базі «Херута» і «Ліберальної партії». У цей же період стався розкол у Комуністичній партії Ізраїлю. Частина керівників партії (Мікуніс і Сне) підтримали уряд під час військового конфлікту.
В 1977 році до влади прийшов блок «Лікуд» (повна назва — «Національний ліберальний рух»), утворений на основі блоку «ГАХАЛ» приєднаної до нього партій «Мерказ Хофши», «Решима Мамлахтіт» і групи з руху «Ерец Ісраель а-Шолома». «Лікуд» залишався при владі (як головний партнер або в рамках ПНЄ) до 1992 року. З тих пір уряд очолювали як соціалісти-лейбористи з партії «Авода», створеної на базі партії «МАПАЙ», так і національні ліберали — на базі «Лікуда».
У 2005 році після розколу «Лікуда» (причиною стали розбіжності з приводу виведення військ з сектора Газу) виникла нова партія «Кадіма» на чолі з прем'єр-міністром Аріелем Шароном. У 2006 році ця партія перемогла на виборах і сформувала уряд.
Після виборів 2009 року, «Лікуд» сформувала коаліційний уряд з правими і релігійними партіями на чолі з прем'єр-міністром Біньяміном Нетаньяху.

## Сучасний стан
Поділ партій на праві і ліві в Ізраїлі дещо відрізняється від традиційно прийнятого в інших країнах. Партії можна умовно поділити за такими критеріями: ставлення до мирного процесу і ставлення до релігії.
Традиційно, партії, що виступають за мирне вирішення конфлікту з арабами, вважаються лівими; як правило, ці партії (такі як «Авода», «Яхад-Мерец», «Хадаш» і арабські партії) готові на серйозні територіальні поступки. Партії правого спрямування (такі як «Лікуд», «Мафдал-Іхуд Леумі») більш схильні до жорсткої позиції. На даний момент уряд очолює правоцентристська партія «Лікуд», очолювана Біньяміном (Бібі) Нетаньяху.

### Релігійні партії
Релігійні єврейські кола були представлені партіями «ШАС» (релігійна сефардська партія) і блоками «Яхадут ха-Тора» (що складається з двох партій, що представляють ультраортодоксальні течії юдаїзму) і «Мафдал-Іхуд Леумі» (релігійні сіоністи).

### Партії російськомовних репатріантів
Перед виборами 1996 року була утворена партія, яка представляла інтереси численної російськомовної громади — «Ісраель ба-Алія» на чолі з Натаном Щаранськи. Пізніше була утворена також партія «Наш дім — Ізраїль» на чолі з Авігдором Ліберманом. Ці партії в різні роки входили в коаліцію.
В даний час партія «Ісраель ба-Алія» припинила своє існування, об'єднавшись з «Лікудом». Партія «Наш дім — Ізраїль» в кінці 2007 року вийшла з уряду і до виборів 2009 року перебувала в опозиції. В даний час знову входить в урядову коаліцію.
Російськомовні партії, які подали заявки на участь у виборах до Кнесету 19 скликання, в 2013 році: «Ха-Ісраелім», лідер — Давид Кон
«Міфлегет Калькала», російською «Партія економіки», лідер — Юлія Шамалова-Беркович

## Партії представлені в кнесеті

### У кнесеті 20 скликання
Кнесет 20-го скликання був обраний 17 березня 2015 року.
- «Лікуд» (місць в кнесеті: 30) — лідер Біньямін Нетаньяху
- Сіоністський табір (Авода + ха-Тнуа) (місць в кнесеті: 26) — лідер Іцхак Герцоґ
- «Єш Атід» (місць в кнесеті: 11) — лідер Яїр Лапід
- «Єврейський дім» (місць в кнесеті: 8) — лідер Нафталі Беннет
- «Наш дім Ізраїль» (місць в кнесеті: 6) — лідер Авігдор Ліберман
- «ШАС» (місць в кнесеті: 7) — лідер Ар'є Дери
- «Яхадут ха-Тора» (місць в кнесеті: 6) — лідер Яаков Ліцман
- «Мерец» (місць в кнесеті: 5) — лідер Захава Гальон
- «Загальний список» («Хадаш» + РААМ + «Тааль» + «Балад») (місць в кнесеті: 13) — лідер Мухаммед Бараку
- Кулану (місць в кнесеті: 10) — лідер Моше Кахлон.

### У кнесеті 19 скликання
Кнесет 19-го скликання був обраний 22 січня 2013 року.
- «Лікуд — Наш дім Ізраїль» (місць в кнесеті: 31) — лідери Біньямін Нетаньяху, Авігдор Ліберман
- «Йеш Атід» (місць в кнесеті: 19) — лідер Яїр Лапід
- «Єврейський дім» (місць в кнесеті: 13) — лідер Нафталі Беннет
- «Авода» (місць в кнесеті: 15) — лідер Шелі Яхимович
- «ШАС» (місць в кнесеті: 11) — лідери Елі Ішай, Ар'є Дери
- «Яхадут ха-Тора» (місць в кнесеті: 7) — лідер Яков Ліцман
- «Ха-Тнуа» (місць в кнесеті: 6) — лідер Ципі Лівні
- «Мерец» (місць в кнесеті: 6) — лідер Захава Гальон
- «Хадаш» (місць в кнесеті: 4) — лідер Мухаммед Бараку
- «РААМ-Тааль» (місць в кнесеті: 4) — лідер Ібрагім Царцур
- «Балад» (місць в кнесеті: 3) — лідер Джамаль Захалка
- «Кадіма» (місць в кнесеті: 2) — лідер Шауль Мофаз

### У кнесеті 18 скликання
Кнесет 18-го скликання був обраний 10 лютого 2009 року.
- «Кадіма» (місць в кнесеті: 28) — лідер Шауль Мофаз
- «Лікуд» (місць в кнесеті: 27) — лідер Біньямін Нетаньяху
- «Наш будинок — Ізраїль» (місць в кнесеті: 15) — лідер Авігдор Ліберман
- «Авода» (місць в кнесеті: 8) — лідер Шелі Яхимович
- «ШАС» (місць в кнесеті:11) — лідер Елі Ішай
- «Яхадут ха-Тора» (місць в кнесеті: 5) — лідер Яаков Ліцман
- «Іхуд Леумі» (місць в кнесеті: 4) — лідер Яаков Кац
- «Хадаш» (в тому числі Комуністична партія Ізраїлю) (місць в кнесеті: 4)
- «Об'єднаний арабська список» — «Тааль» (місць в кнесеті: 4)
- «Єврейський дім» (місць в кнесеті: 3) — лідер Даніель Гершкович
- «Балад» (місць в кнесеті: 3) — лідер Джамаль Захалка
- «МЕРЕЦ» (місць в кнесеті: 3) — лідер Захава Гальон

### У кнесеті 17 скликання
- «Кадіма» (місць в кнесеті: 29) — лідер Ципі Лівні
- «Лікуд» (місць в кнесеті: 12) — лідер Біньямін Нетаньяху
- «Авода»—"Меймад" (місць в кнесеті: 19) — лідер Ехуд Барак
- «Гіль» (партія пенсіонерів (місць в кнесеті: 7) — лідер Рафі Ейтан
- «ШАС» (місць в кнесеті: 12) — лідер Елі Ішай
- «Наш будинок — Ізраїль» (місць в кнесеті: 12) — лідер Авігдор Ліберман
- «Іхуд Леумі» — «Мафдал» (місць в кнесеті: 9) — лідер Звулун Орлев
- «Мерец» — «Яхад» (місць в кнесеті: 5) — лідер Йосі Бейлін
- «Яхадут ха-Тора» (місць в кнесеті: 6) — лідер Моше Гафні
- «Балад» (місць в кнесеті: 3)
- «Хадаш» (в тому числі Комуністична партія Ізраїлю) (місць в кнесеті: 3)
- «Об'єднаний арабська список» — «Тааль» (місць в кнесеті: 2)

## Інші партії
- «Альо ярок» (івр. עלה ירוק, в перекладі «Зелений лист») — політична партія лівого спрямування, що ставить своєю основною метою легалізацію легких наркотиків взагалі і марихуани зокрема. Лідер партії — Боаз Вахтель (івр. בועז וכטל). Регулярно бере участь у виборах в Кнесет, але жодного разу не пройшла електоральний бар'єр у 2 мандати[4].